# Фабри, Франческо Саверио
Франческо Саверио Фабри (итал. Francesco Saverio Fabri, известен в Португалии как Francisco Xavier Fabri, 11 января 1761, Медичина, Эмилия — 23 октября 1817, Лиссабон) — итальянский архитектор.

## Биография

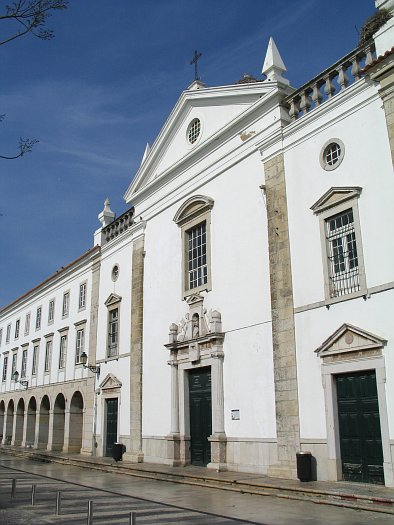
Фасад церкви Мизерикордия в Фару

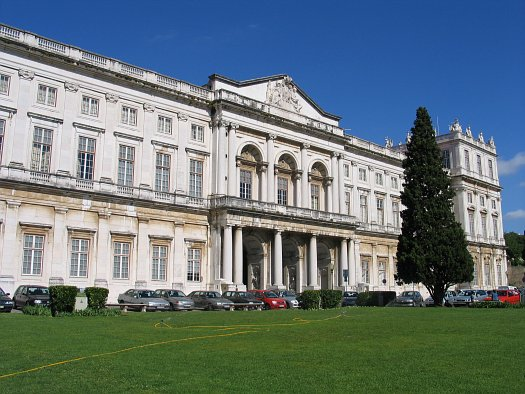
Национальный дворец Ажуда

Франческо Саверио Фабри учился в Академии Клементина в Болонье в 1782—1788 годах под руководством архитекторов Франческо Тадолини (1723—1805), Джузеппе Ярморини (1732—1816) и Анджело Вентуроли (Медичина, 1749 — Болонья, 1821) и начал деятельность в качестве архитектора в Медичине.
Он прибыл в Португалию в 1790 году по приглашению Франсиско Гомеша де Авелара, епископа Фару в 1789—1816 годах, с которым он познакомился во время пребывания в Риме. В португальском регионе Алгарви он восстановил несколько церквей, повреждённых Лиссабонским землетрясением 1755 года, таких как церковь Эстой и собор Санта-Мария-ди-Фару.
В 1790 году он построил Арко да Вила, триумфальную арку города Фару и восстановил церковь Тавиры.
В 1794 году он навсегда поселился в Лиссабоне, а в следующем году получил звание «архитектор общественных работ».
В 1795 году он позаботился о ремонте церкви Мизерикордия в Фару. Он участвовал в строительстве епархиальной семинарии Сан-Хосе в Алгарве, которая приняла первых семинаристов в 1797 году, а также работал над часовней Сан-Луиджи в Фару.
Вопреки распространённому мнению, второй маркиз Каштелу Мельхор, Дон Антонио Хосе де Васконселос и Соуза (1738—1801), ещё не начал строительство дворца Фос в 1777 году. Франческо Саверио Фабри начал работы с 1792 года, вероятно, начиная с фундаментов предыдущих зданий. Маркизы де Каштелу Мельхор стали жить во дворце с 1806 года. Фасад выполнен в итальянском неоклассическом стиле. Судя по картам города Лиссабона, работы были практически завершены в 1807 году.
В сотрудничестве с архитектором Хосе да Коста-э-Сильва (1747—1819) он осудил стиль барокко, который архитектор Мануэль Каэтано де Соуза придал в 1795 году Королевскому дворцу Ажуда. Это критическое эссе выражает оппозицию между некоторыми эстетическими течениями, широко распространёнными в XIX веке в Португалии: барокко и рококо, созданными Мануэлем Каэтано, и итальянским неоклассицизмом, защищаемым Франсиско Ксавье Фабри и Хосе да Коста-э-Сильва. Из этого сравнения между этими эстетическими течениями преобладало неоклассическое. Фактически, в 1802 году Фабри и да Коста были назначены управлять работами во дворце. В этот момент между ними возник вопрос, чтобы понять, будет ли лучше оставить уже построенные части (позиция Коста), просто пересмотрев всю работу, или лучше полностью переделать всё (мнение Фабри). Компромисс между двумя сторонами был найден, когда в 1811 году Хосе да Коста-э-Сильва уехал в Бразилию. Работы продолжались медленно из-за политических событий, и в 1817 году Фабри умер, оставив здание незавершённым.
В Лиссабоне он построил госпиталь Лиссабонского флота в 1797 году.
В 1798 году он создал редкий образец неоклассической погребальной архитектуры: пирамидальную гробницу для Кристиана Августа Вальдек-Пирмонтского (1744—1798), сына принца Вальдека, на английском кладбище в Кампо-де-Орике; который умер от болезни во время посольства от имени своего отца.
После землетрясения 1755 года были обнаружены остатки римского театра. Луис Антонио де Азеведо (1755—1818) в письме приписал Фабри некоторые рисунки и записи, касающиеся этого открытия, которые представляли собой важный ресурс для оценки архитектурных элементов римского театра на момент его открытия.

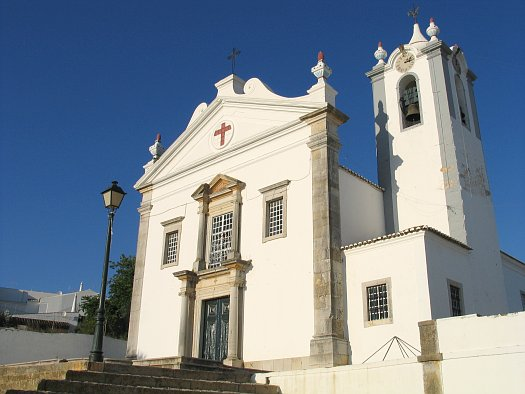
Церковь Эстой
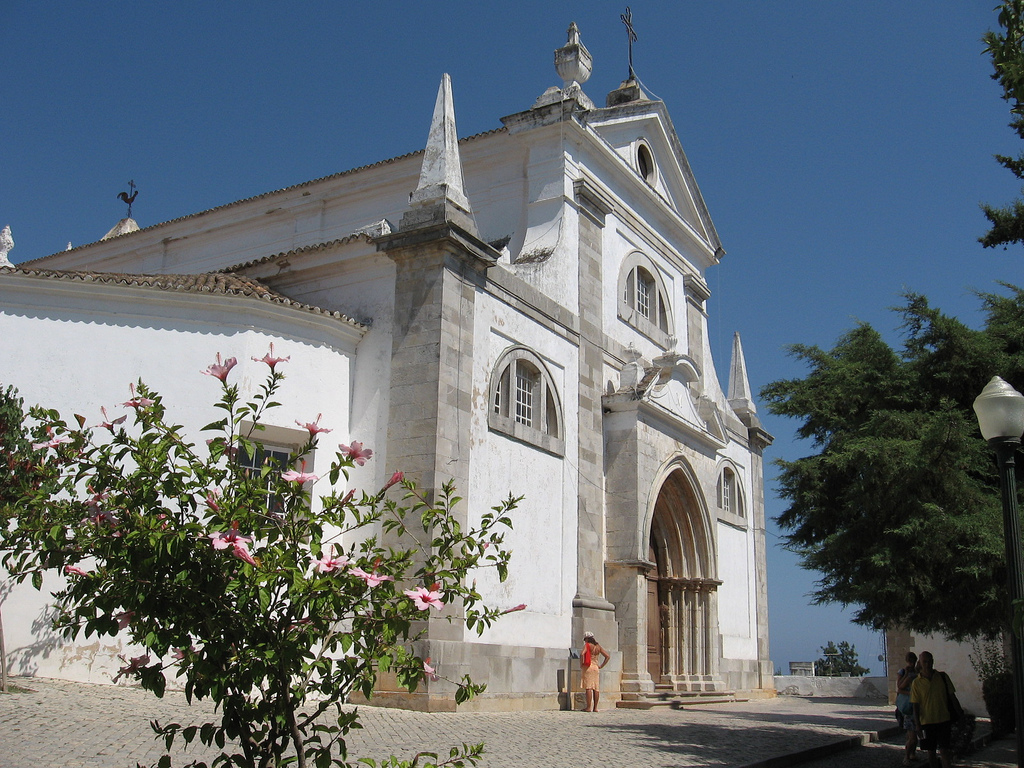
Тавирская церковь
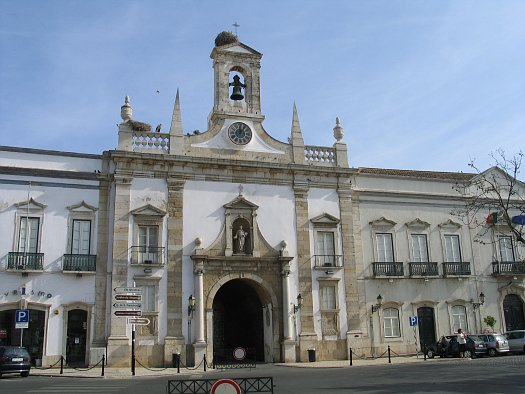
Триумфальная арка в Фару
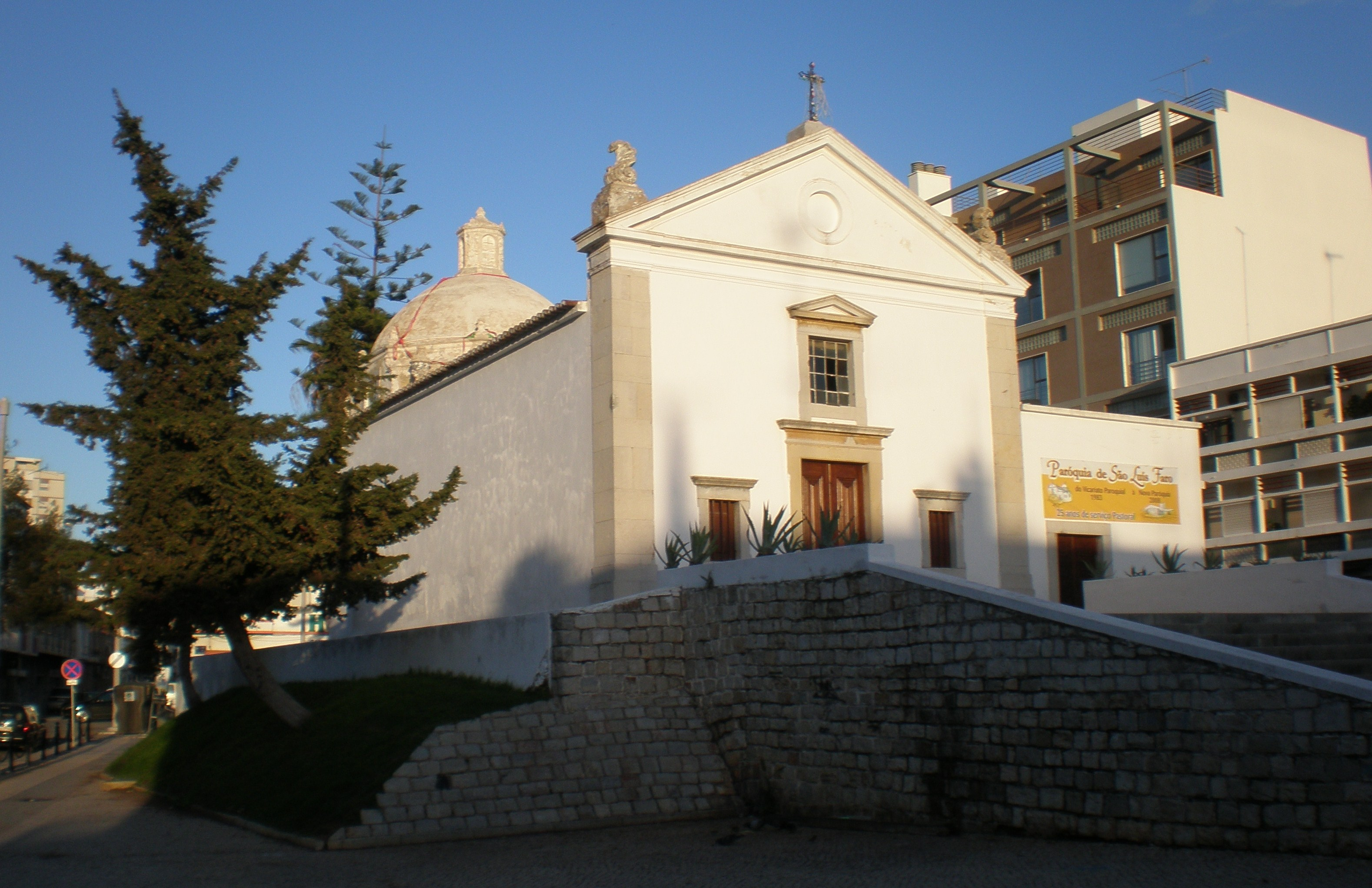
Часовня Святого Луиса в Фару
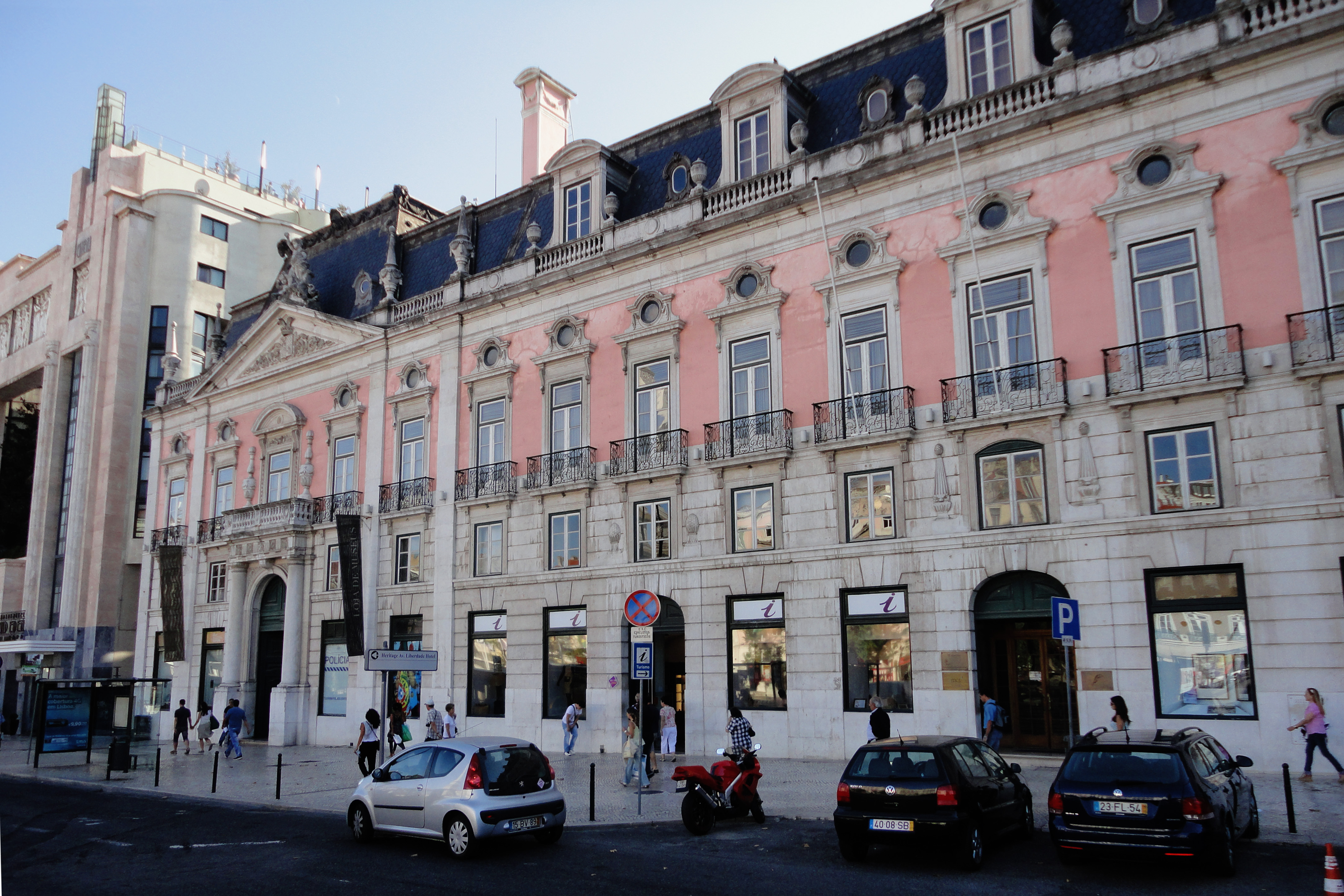
Дворец Фоз в Лиссабоне